# Adolf Reeb
Adolf Reeb (22 de agosto de 1920 - 25 de diciembre de 1944) fue un Obersturmführer, de las Waffen-SS durante la Segunda Guerra Mundial que fue galardonado con la Cruz de Caballero de la Cruz de Hierro. 
Adolf Reeb nació el 22 de agosto de 1920 en Spirkelbach. Se ofreció como voluntario para unirse a las SS, después se le envió a la División Das Reich, se convirtió en comandante de pelotón de la 7 º Compañía, 2 º Regimiento Panzer SS, también se le concedió la Cruz de Caballero durante la Batalla de las Ardenas. 
Reeb murió en acción el 25 de diciembre de 1944, en Manhay, Eifel.